# Tests of Time
Tests of Time ist ein Jazzalbum von Ralph Peterson. Die am 10. Dezember 2002 in den Systems Two Studios, Brooklyn, entstandenen Aufnahmen erschienen im September 2003 auf Criss Cross Jazz.

## Hintergrund
Ralph Petersons Album von 2003 präsentierte den Schlagzeuger erneut in die Rolle des Leiters eines zeitgenössischen Jazzquintetts in der Tradition von Art Blakey und den Jazz Messengers. Blakey selbst hatte Petersons Potenzial früh in der Karriere des jungen Schlagzeugers erkannt, als er Mitte der 1980er-Jahre Sideman im Terence Blanchard-Donald Harrison Quintett war, und ermutigte ihn, selbst Bandleader zu werden, notierte Russ Musto.
Nach dem im Dezember 2001 entstandenen Vorgängeralbum Subliminal Seduction nahm der Schlagzeuger Ralph Peterson in gleicher Besetzung – mit Jeremy Pelt (Trompete, Flügelhorn), Jimmy Greene (Saxophone, Flöte), Orrin Evans (Piano) und Eric Revis (Kontrabass) – ein Album mit eigenen Stücken, Beiträgen seiner Bandkollegen Pelt, Revis und Evans sowie Kompositionen von Freddie Hubbard, Cole Porter und Victor Young auf.
Der Schlagzeuger steuerte vier seiner eigenen Originale bei – „Respect for Truth“, eine Hommage an Blakey, „Tests of Time“, ein besinnliches Stück, das an die Post-Messenger-Kompositionen von Bobby Watson und Wayne Shorter erinnere, so Russ Musto, die „Ballad for Queen Tiye“, ein Feature für Jimmy Greene auf der bei ihm selten gehörten Flöte, und „Dark Prince“, eine Widmung an Miles Davis, dessen 1960er-Jahre-Quintett eine der anderen Hauptinspirationen des Bandleaders ist (wie in seiner von Herbie Hancock inspirierten Reharmonisierung des Standards „When I Fall In Love“ zu hören ist), zusammen mit Freddie Hubbard, dessen „Neo Terra“ ebenfalls, mit einem neuen Arrangement versehen, dargeboten wird. Orrin Evans’ „Prayer for Columbine“ ist eine traurige Erinnerung an den Amoklauf an der Columbine High School am 20. April 1999.

## Titelliste
- Ralph Peterson Quintet: Tests of Time (Criss Cross Jazz 1240)[2]

1. Respect for Truth (R. Peterson) 7:11
2. Tests of Time (R. Peterson) 5:25
3. I Love You (Cole Porter) 6:09
4. Telepathy (Jeremy Pelt) 5:22
5. Neo Terra (Freddie Hubbard) 10:59
6. Ballad for Queen Tiye (R. Peterson) 5:19
7. Prayer for Colombine (Orrin Evans) 7:34
8. When I Fall in Love (Edward Heyman, Victor Young) 4:03
9. Question (Eric Revis) 5:21
10. Cheryl (Jeremy Pelt) 5:27
11. Dark Prince (R. Peterson) 7:37

## Rezeption

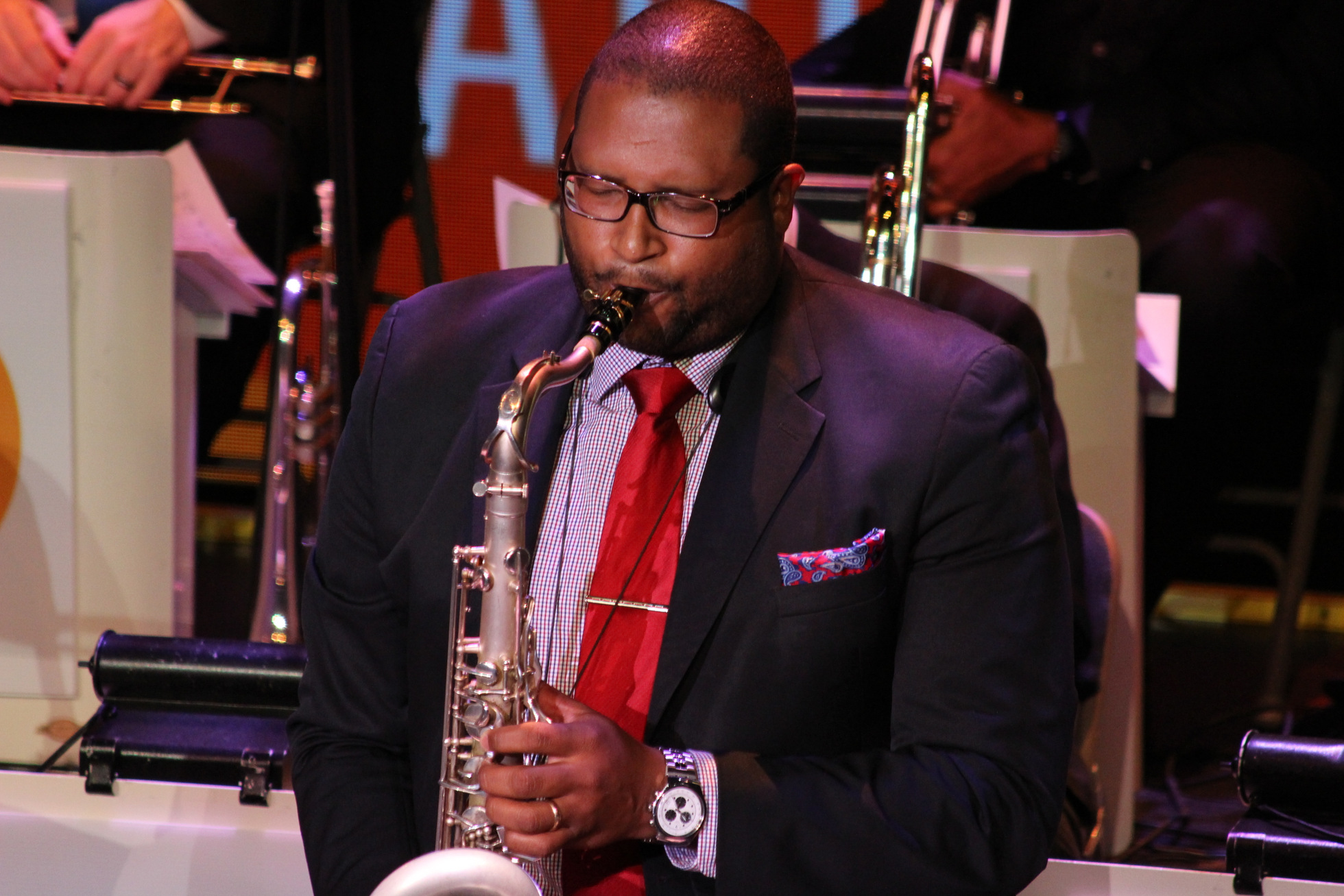
Jimmy Greene (2014)

Nach Ansicht von Alexander M. Stern, der das Album in All About Jazz rezensierte, sei es ein Zeichen der Zeit, in der sich ein Musiker von Petersons Kaliber´[nach dem Ende seines Vertrags mit dem Major-Label Blue Note Records] „in Freiheit“ befände. Dennoch sei der Verlust des Major-Labels sicherlich der Gewinn des kleineren Label Criss Cross. Die Sammlung hochwertiger Postbop-Stücke auf dem Album liege weit über dem üblichen Niveau von Criss Cross. Vieles davon habe mit Peterson selbst zu tun, der immer noch einer der aufregendsten Schlagzeuger und Bandleader der Szene sei. Vieles habe aber auch mit dem Personal zu tun, zu dem Persönlichkeiten wie Tom Harrell, Jimmy Greene, Orrin Evans, und Jeremy Pelt gehören. Zusammen mit dem Bassisten Eric Revis erzeuge diese Gruppe Funken. Wenn zu viele Criss Cross-Alben nur „gut“ seien, so der Autor, ist Test of Time die Ausnahme, die die Regel bestätigt. Eine zum Nachdenken anregende Mischung aus schnellen Nummern und Balladen (einschließlich des schönen „Telepathy“ von Jeremy Pelt). Dieses Album sei eines der besten des Jahres 2003.
Ebenfalls in All About Jazz schrieb Russ Musto, wie Blakey gebe Peterson seinen Sidemen immer den Anstoß, nach vorne zu treten und ihre Improvisationsfähigkeiten zu demonstrieren. An diesem Tag habe er auch die kompositorischen Beiträge seiner Kollegen in Verbindung mit seinen gut dokumentierten Fähigkeiten in diesem Bereich gezeigt. Peterson selbst verdiene einen Löwenanteil der Anerkennung für seine Fähigkeit, alle Stücke des Albums mit seinem immer interessanten und oft überraschenden Schlagzeugspiel zu prägen, sei es ganz vorne, im Hintergrund oder, wie es meistens der Fall sei, indem er sich in, aus und um die melodischen Linien der anderen Spieler in der zusammenhängenden Gruppe bewegt, die er zusammengestellt hat.